# Kameno (gmina)
Kameno (bułg. Община Камено) – gmina we wschodniej Bułgarii, w obwodzie Burgas.

## Miejscowości
Miejscowości wchodzące w skład gminy Kameno:
- Czerni wrych (bułg.: Черни връх),
- Kameno (bułg.: Камено) – siedziba gminy,
- Konstantinowo (bułg.: Константиново),
- Krystina (bułg.: Кръстина),
- Liwada (bułg.: Ливада),
- Połski izwor (bułg.: Полски извор),
- Rusokastro (bułg.: Русокастро),
- Swoboda (bułg.: Свобода),
- Trojanowo (bułg.: Трояново),
- Trystikowo (bułg.: Тръстиково),
- Winarsko (bułg.: Винарско),
- Wratica (bułg.: Вратица),
- Żelazowo (bułg.: Желязово),